# 卢霖
卢霖（又名卢林，1947年—），四川省蓬安县人，擅长水墨画肖像作品。风格融合东西方艺术，作品曾多次在博物馆展出，并被海内外收藏家收藏。

## 生平
- 1947年，出生于重庆市[2]。
- 1960年，被四川美术学院附中录取，后师从沈福文、肖建初、李有行、冯建吴[3]。
- 2010年，作品于美国华盛顿州近郊的P&S画廊中展出[1]。
- 2015年，3幅水墨画作品《诗琳通公主肖像》、《古镇码头》和《濂溪祠·爱莲池》于“庆祝中泰建交40周年暨诗琳通公主殿下60寿辰中国书画慈善展”展出[4][5]。